# Schitu (okręg Vaslui)
Schitu – wieś w Rumunii, w okręgu Vaslui, w gminie Bogdănița. W 2011 roku liczyła 62 mieszkańców.